# Auguste Cain
Pour les articles homonymes, voir Cain (homonymie).
 (novembre 2014).
Si vous disposez d'ouvrages ou d'articles de référence ou si vous connaissez des sites web de qualité traitant du thème abordé ici, merci de compléter l'article en donnant les références utiles à sa vérifiabilité et en les liant à la section « Notes et références ».
Auguste Nicolas Cain, né le 10 novembre 1821 à Paris, ville où il est mort le 6 août 1894, est un sculpteur animalier français.

## Biographie

### Formation
Fils d'un ancien soldat de la République et de l'Empire, il est placé comme apprenti à 10 ans chez un tapissier décorateur avant de devenir élève dans l'atelier de François Rude. Il suit ensuite les cours d'Antoine-Louis Barye au Muséum d'histoire naturelle. Il commence ses premiers modèles, représentant surtout des animaux, en dessinant au jardin des plantes de Paris. Dans les années 1840, il propose des modèles d'orfèvrerie pour les frères Fannière, Rudolfi et la Maison Christophle.

### Les premières œuvres
Auguste Cain s'associe avec le sculpteur Pierre-Jules Mène dont il épousera la fille en 1852. Il commence à exposer au Salon en 1846 avec un groupe en cire Fauvettes défendant leur nid contre un loir, aujourd'hui disparu, mais qui fut fondu plus tard en bronze et présenté au Salon de 1855. Pendant les années 1840 et 1850, outre la sculpture de petites figures animales, Cain crée aussi des objets décoratifs à motifs animaliers, comme des boîtes d'allumettes, des gobelets ou des bougeoirs. 
Auguste Cain fond lui-même ses œuvres et celles de son beau-père. Ses sujets représentent souvent les animaux dans leur contexte naturel, tant pour ses statuettes que pour les sculptures de plus grande taille.

### Les commandes de sculptures monumentales
À partir des années 1860, reconnu comme sculpteur animalier, Auguste Cain commence à recevoir des commandes officielles. Parmi elles, des sculptures monumentales encore en place dans les grands jardins parisiens. Les œuvres les plus connues d'Auguste Cain représentent de grands carnivores avec leur proie, parfois lors d'un combat, mais il a également modelé des animaux familiers, des bovidés, ou du grand gibier en les caractérisant, comme les lions des hôtels de ville d'Oran et les tigres de Poitiers. Ses œuvres sont réalistes avec un grand souci du détail.
Il est inhumé le 9 août 1894 au cimetière de Montmartre (division 29).

### Postérité
Après sa mort, la fonderie fut fermée et les moules vendus à Ferdinand Barbedienne qui continua à effectuer des tirages au XXe siècle. Auguste Cain est le père du peintre et écrivain Georges Cain, et de l'homme de lettres et peintre Henri Cain.
Albert Camus, dans son évocation critique d'Oran [L'été, le minotaure, 1937], à propos des lions de la place d'Arme, écrit : « Malgré quelques recherches, je n'ai pu me passionner pour Caïn. J'ai seulement appris qu'il avait la réputation d'un animalier adroit. Cependant je pense souvent à lui. C'est une pente d'esprit qui vous vient à Oran. Voici un artiste au nom sonore qui a laissé ici une œuvre sans importance. Plusieurs centaines de milliers d'hommes sont familiarisés avec les fauves débonnaires qu'il a placé devant une mairie prétentieuse. C'est une façon comme une autre de réussir en art. Sans doute, ces deux lions, comme des milliers d'œuvres du même genre témoignent de tout autre chose que de talent. On a pu faire la Ronde de Nuit, Saint François recevant les stigmates, David ou L'Exaltation de la Fleur. Caïn, lui, a dressé deux mufles hilares sur la place d'une province commerçante, outre-mer. Mais le David croulera un jour avec Florence et les lions seront peut être sauvés du désastre. encore une fois, ils témoignent d'autre chose ».

## Distinctions
- Officier de la Légion d'honneur (1882). Il est fait officier par Jules Gévelot.

## Élèves
- Mathilde Thomas-Soyer

## Œuvres dans les collections publiques
En Algérie
- Oran, hôtel de ville : deux Lions de l'Atlas, 1889, bronze, Jaboeuf et Bezout fondeurs à Paris.

Aux États-Unis
- Philadelphie : Lionne apportant à ses petits un jeune sanglier, 1880, bronze.

En France
- Chantilly, château de Chantilly :
  - Lumineau et Séduisant, deux chiens de chasse, bronze ;
  - Fanfareau et Brillador, deux chiens de chasse, bronze ;
  - Deux Cerfs, bronze.
- Conflans-Sainte-Honorine, jardin du Prieuré : Lion et lionne se disputant un sanglier, 1878
- La Boissière-École , château de La Boissière : Lionne apportant à ses petits un jeune sanglier, 1880, bronze.
- Nîmes : Bœuf, 1878, provient du jardin du palais de Trocadéro de Paris[4].
- Paris
  - hôtel de ville : deux Lion assis, bronze, Thiébaut fondeur, portail droit, au n°5. Les deux autres sont de Henri-Alfred Jacquemart.
  - jardin du Luxembourg : Le Lion de Nubie et sa proie, 1870, bronze, Thiébaut fondeur.
  - jardin des Tuileries :
    - Deux lionnes attaquant un taureau, 1882, bronze ;
    - Rhinocéros attaqué par deux tigres, 1882, bronze ;
    - Lion et lionne se disputant un sanglier, 1878, bronze  ;
    - Tigre terrassant un crocodile, 1873 ou 1869, bronze, Thiébaut fondeur ;
    - Tigresse portant un paon à ses petits, 1873, bronze.

  - palais du Louvre : deux Lionnes du Sahara, 1867, bronze, Thiébaut fondeur, ornant la Porte des lions côté nord du pavillon de Flore, l'entrée du côté sud est flanquée par les deux Lions assis d'Antoine-Louis Barye.
  - square Montholon : Aigle et vautour se disputant un ours mort, 1895 (fondue sous l'Occupation) ;
- Poitiers, hôtel de ville : Tigres du campanile.
- Château de Rambouillet : 
  - Cerfs, 1890, bronze.

En Suisse
- Genève : Monument à Charles II de Brunswick, 1873, bronze.

Œuvres d'Auguste Cain
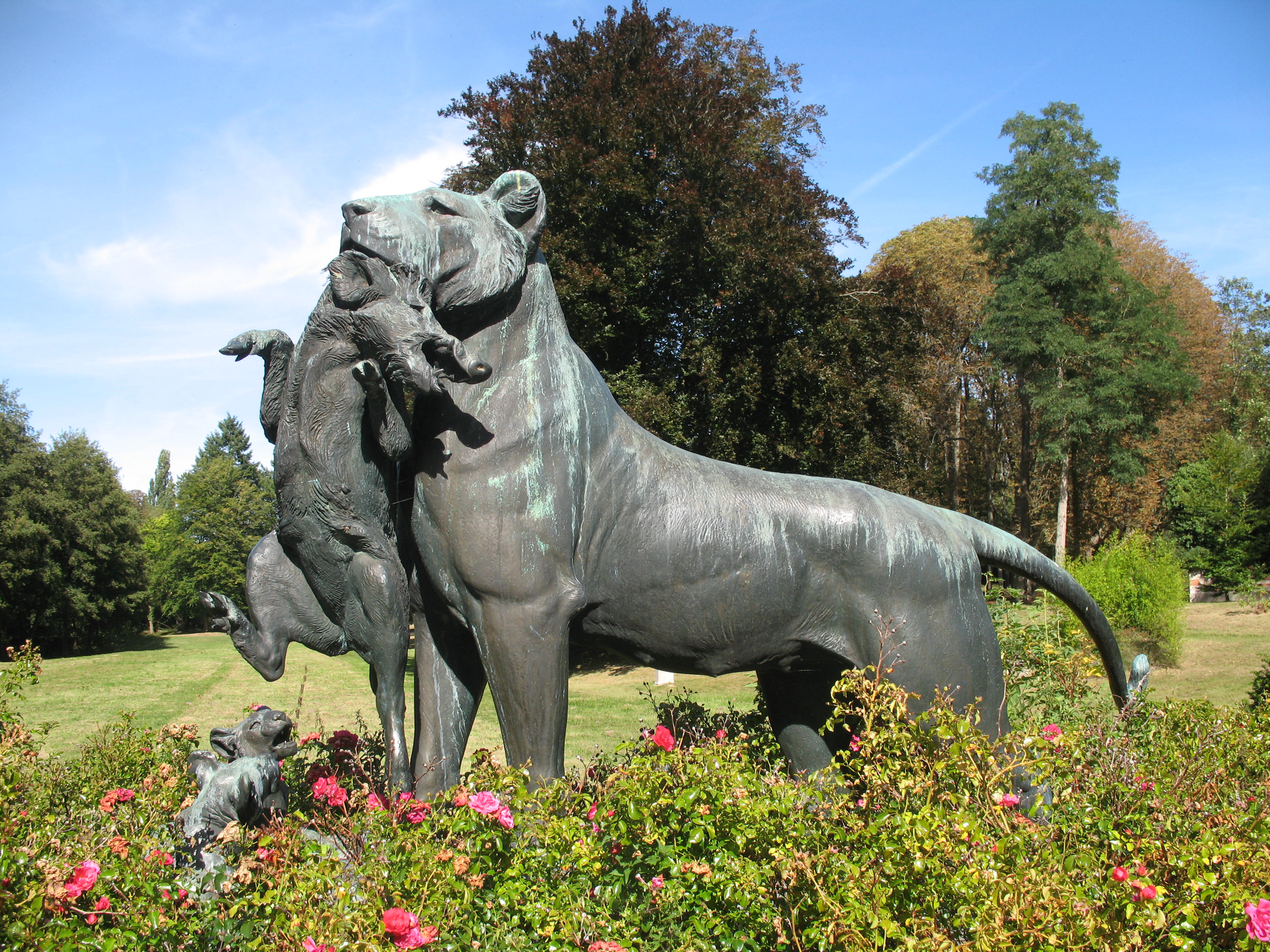
Lionne apportant à ses petits un jeune sanglier, La Boissière-École, château de La Boissière.
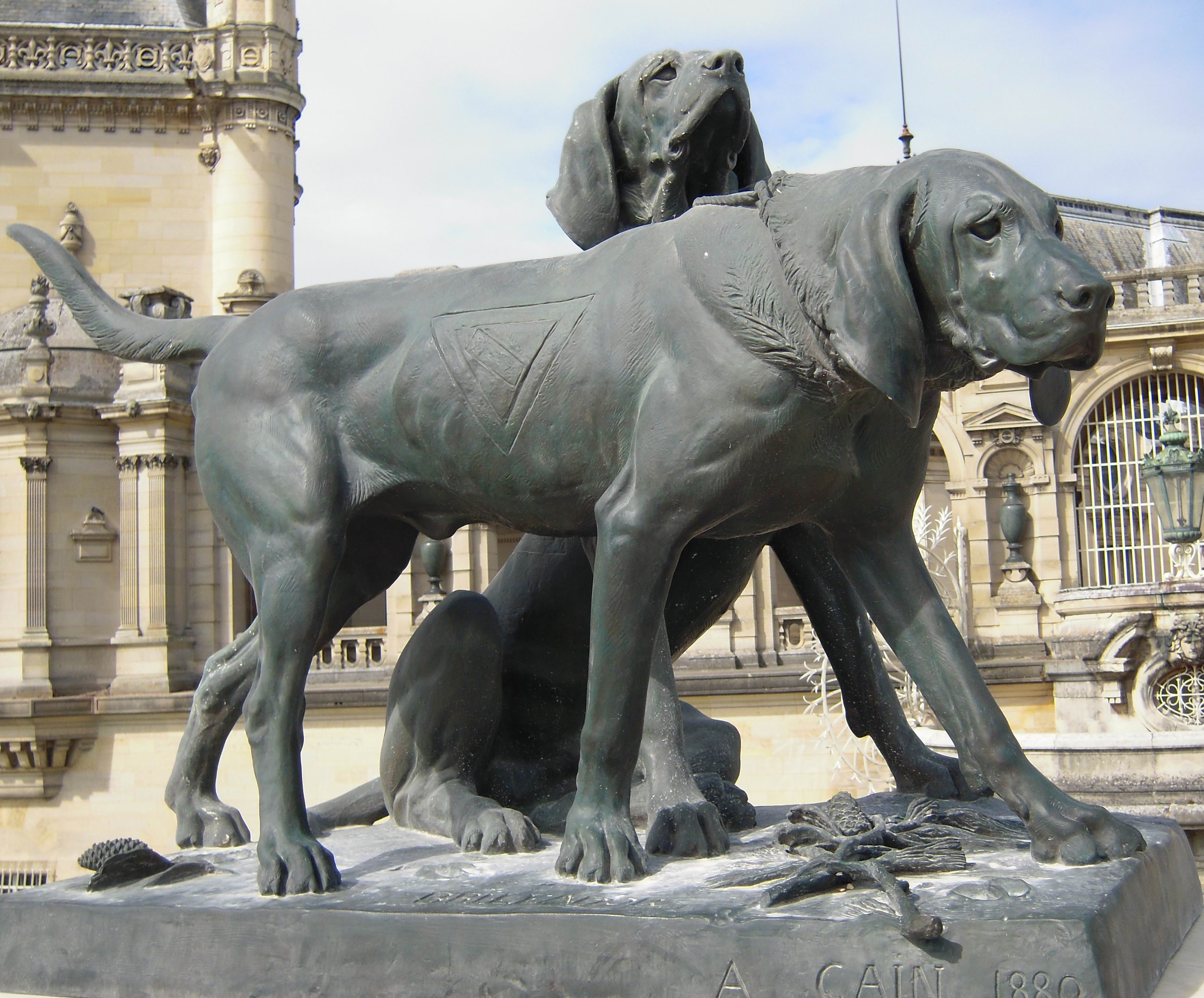
Fanfareau et Brillador au château de Chantilly.
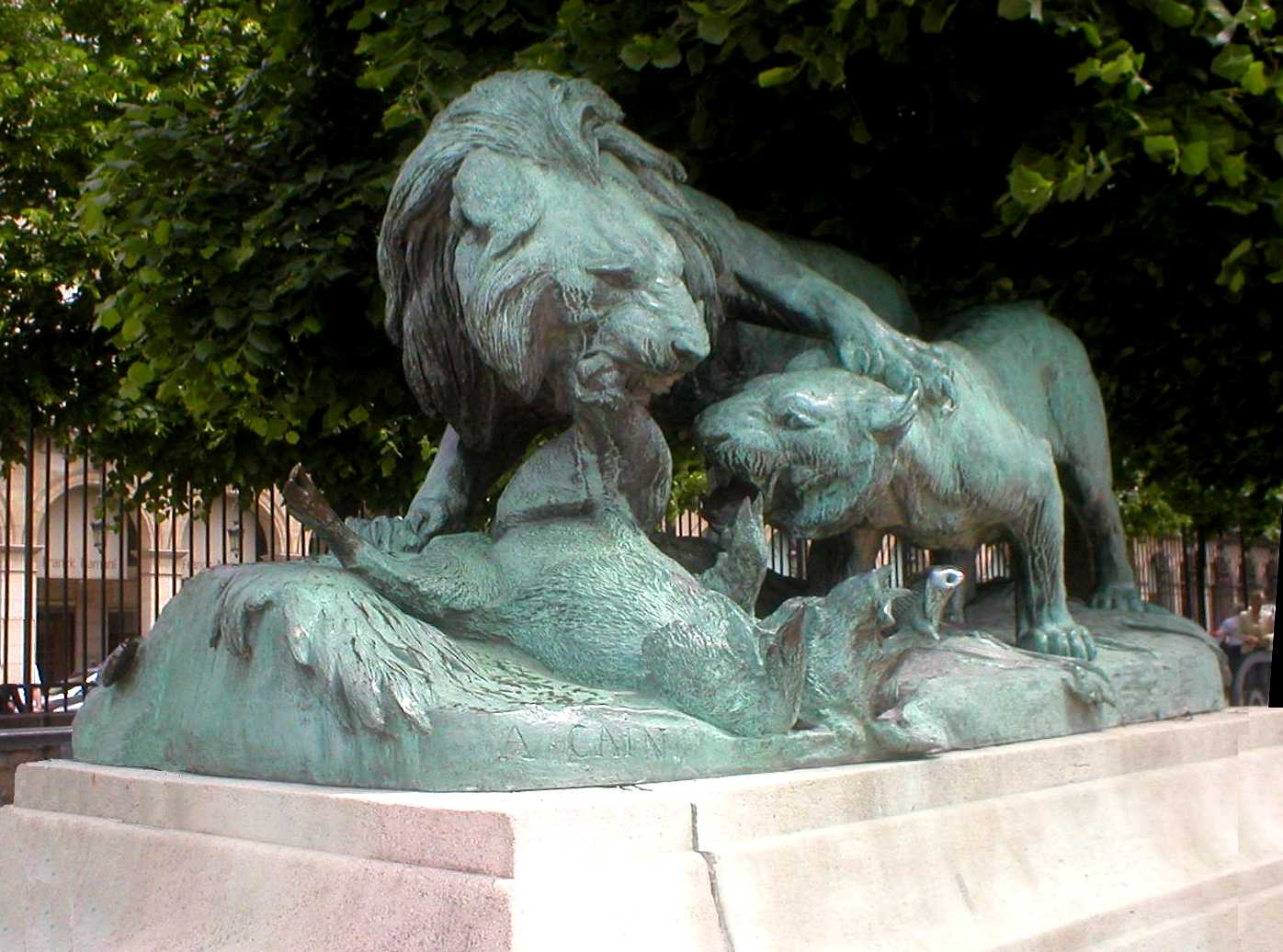
Lion et lionne attaquant un sanglier jardin des Tuileries à Paris.
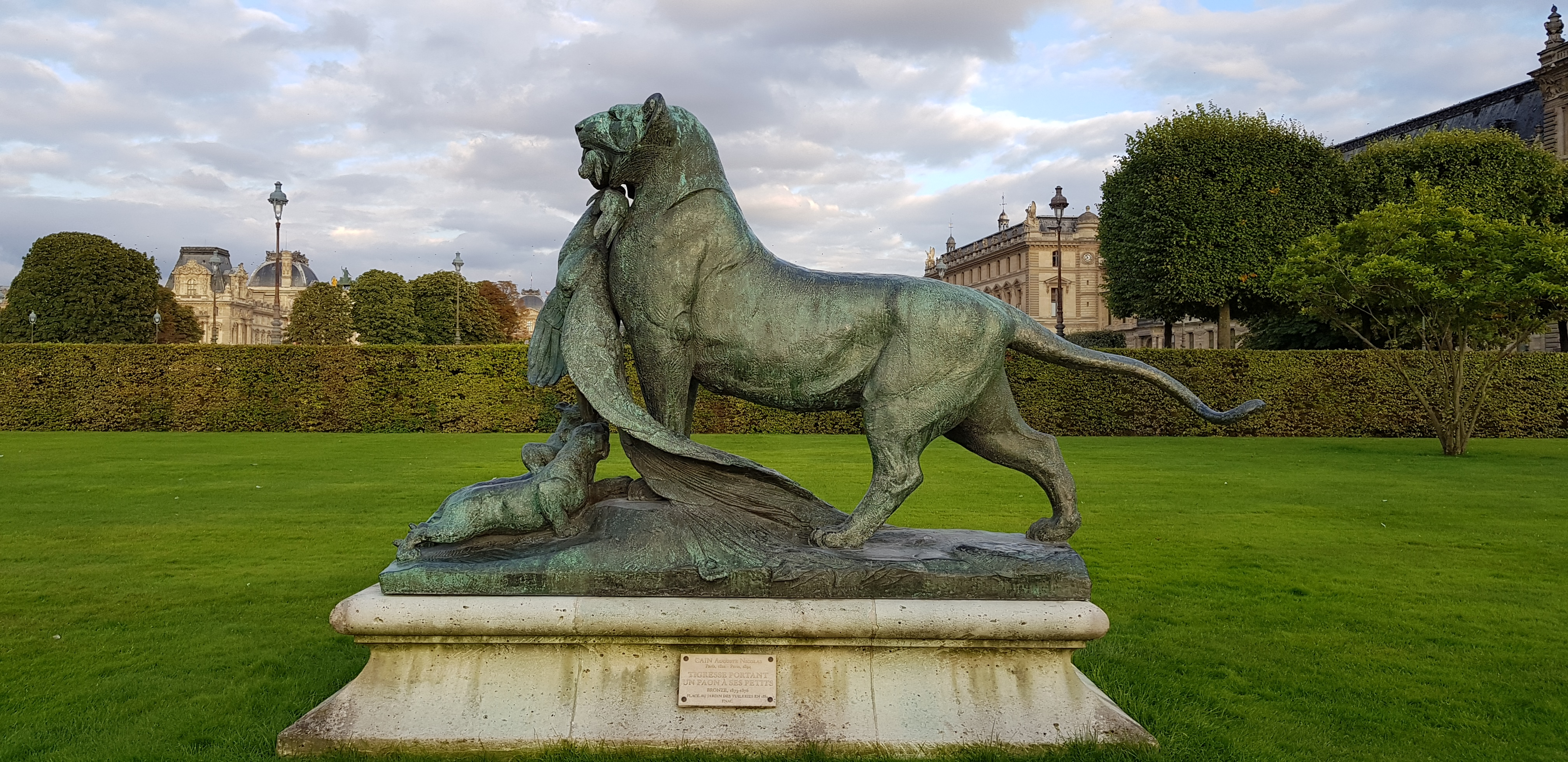
Tigresse portant un paon à ses petits dans le jardin des Tuileries à Paris.
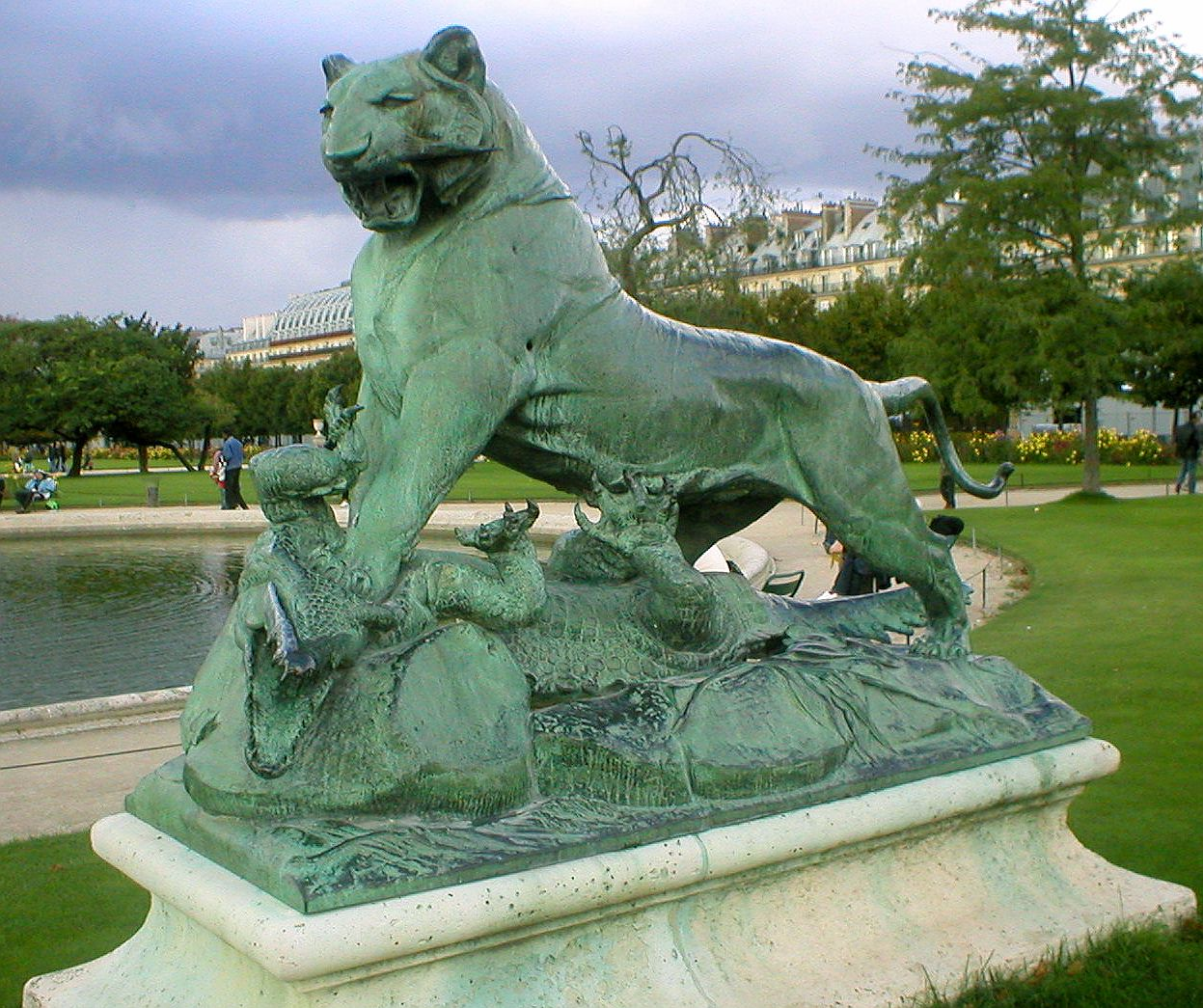
Tigre terrassant un crocodile (1873), dans le jardin des Tuileries à Paris.
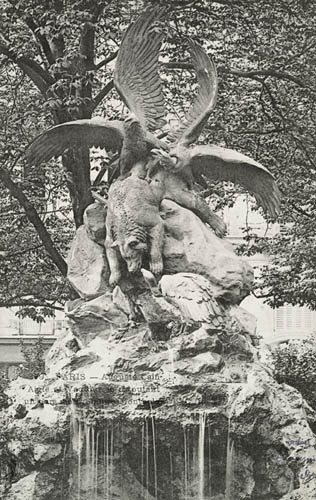
Aigle et vautour se disputant un ours mort dans le square Montholon à Paris.
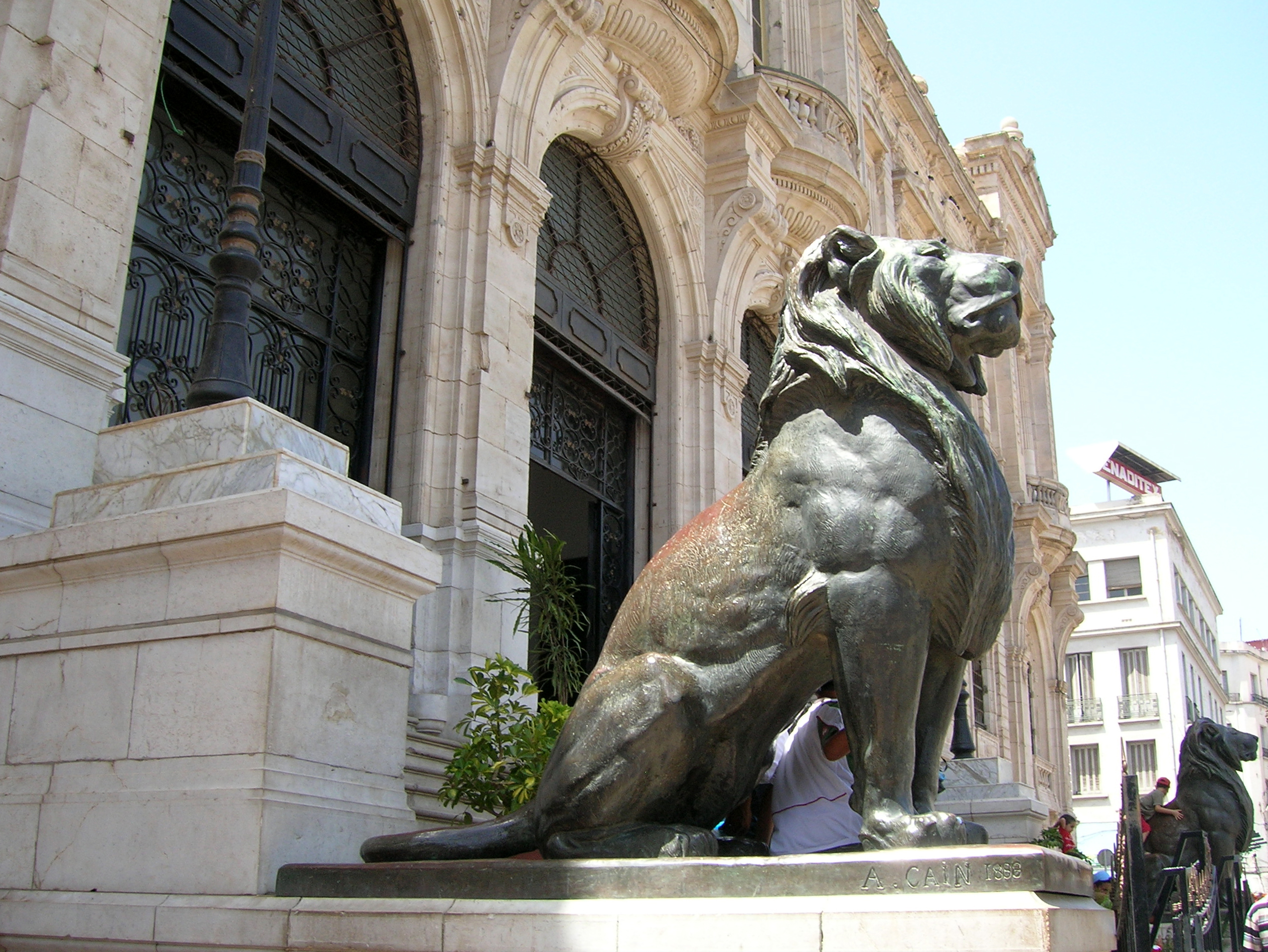
Deux lions de l'Atlas, hôtel de ville d'Oran.
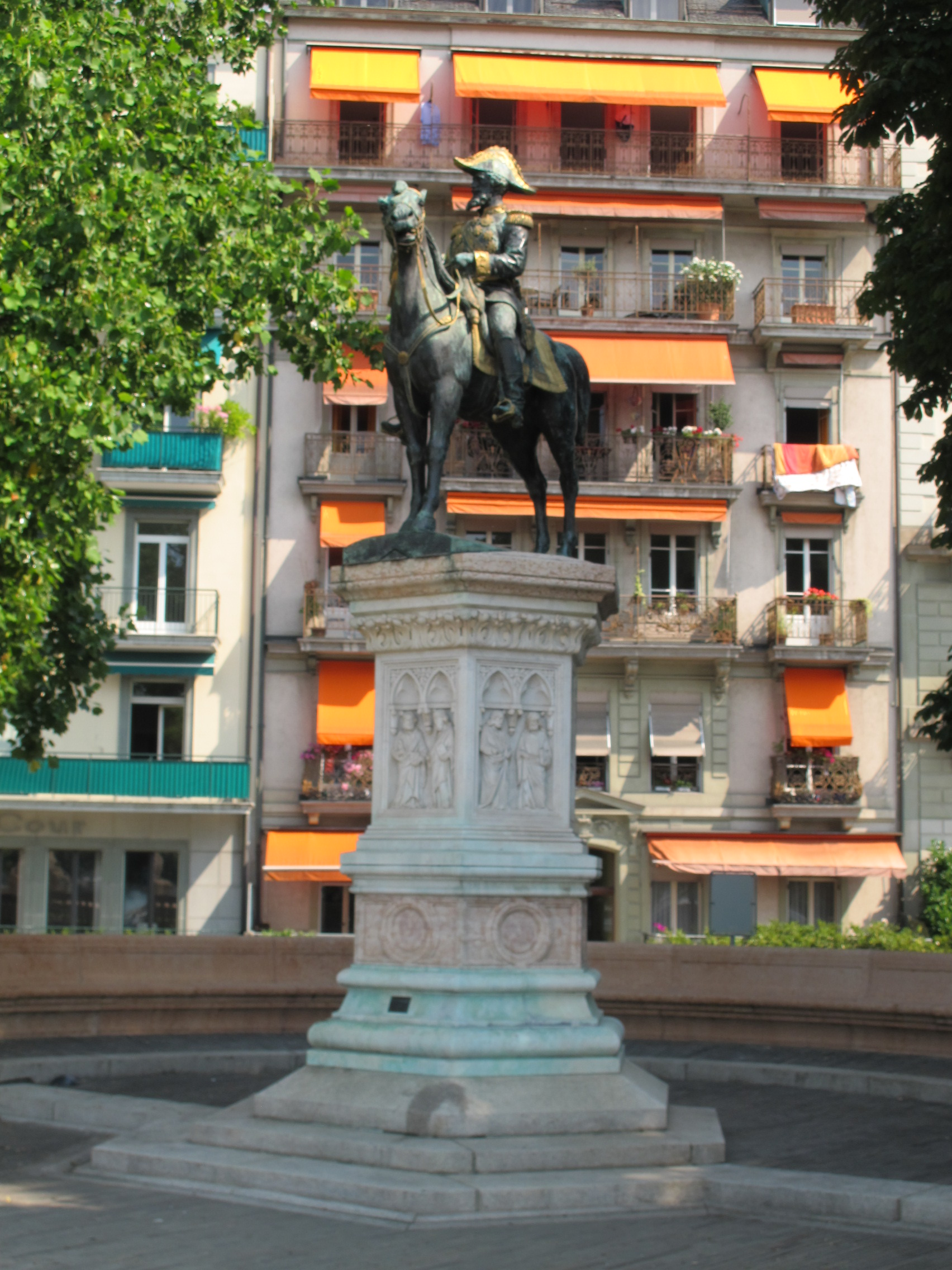
Monument à Charles II de Brunswick, Genève.